# Holografischer Speicher
Als Holografischer Speicher wird eine Technik bezeichnet, bei der digitale Information mittels Laserlicht als Hologramm in ein lichtempfindliches Medium eingeschrieben wird und rasch wieder ausgelesen werden kann. Diese Technologie wird seit den 1960er-Jahren entwickelt, verspricht hohe Speicherkapazität und Datenübertragungsraten, hat aber noch nicht die Marktreife erreicht.

## Technik

Schema eines holografischen Speichers

Holografische Datenspeicher beruhen auf dem photorefraktiven Effekt, der Möglichkeit den Brechungsindex eines Materials durch Licht zu verändern. Er tritt in bestimmten Kristallen und organischen Polymeren auf. In solche Materialien kann mit Laserlicht ein Hologramm dreidimensional eingeschrieben werden. Beim holografischen Speicher wird ein Lichtstrahl in zwei Strahlen aufgeteilt. Der Signalstrahl wird durch ein halbtransparentes Material geleitet, in dem die digitale Information als Muster von hellen und dunklen Punkten dargestellt ist. Das resultierende Interferenzmuster von Signalstrahl und Referenzstrahl wird als Hologramm im lichtempfindlichen Medium eingeschrieben. Dort wo viel Licht auf das Material auftrifft, verändert sich dessen Elektronenstruktur. Durch das entstehende elektronische Feld wird der Brechungsindex des Mediums verändert. Dort wo es zu einer destruktiven Interferenz zwischen Referenzstrahl und Signalstrahl kommt, wird der Brechungsindex nicht verändert. Zum Auslesen der Information aus dem Speicher wird der Referenzstrahl wieder auf das Medium gerichtet und aus der Wellenform des dabei entstehenden gebrochenen Lichts die ursprüngliche Information rekonstruiert.

## Eigenschaften
Holografische Datenspeicher gelten als mögliche Technologie für hohe Speicherkapazitäten. Während herkömmliche Datenspeicher einzelne Bits als eindeutige magnetische oder optische Veränderungen auf der Oberfläche eines Speichermediums abbilden, kann die holografische Datenspeicherung das gesamte Volumen eines Mediums ausnutzen.
Durch holografisches Multiplexen können im selben Medium auch mehrere Bilder gleichzeitig eingeschrieben werden. Dazu kann beispielsweise Licht verschiedener Wellenlängen genutzt werden (Wellenlängenmultiplexen), die Interferenzmuster mit Lichtstrahlen in unterschiedlichen Winkeln erzeugt werden (Winkelmultiplexen) oder das Speichermedium um eine Symmetrieachse gedreht werden (Rotationsmultiplexen). Es können auch mehrere Multiplex-Verfahren kombiniert und so die Speicherkapazität noch weiter erhöht werden.
Neben dem Einschreiben einzelner Bits (bitwise) erlaubt holografisches Speichern auch ein seitenweises Einschreiben (page-wise). Ein solches Abspeichern und Auslesen von Interferenzmustern erlaubt eine parallele Dateneingabe und -ausgabe. Dadurch erhöht sich neben der Speicherkapazität auch die Datenübertragungsrate im Vergleich zu herkömmlichen Speichern deutlich.
Die Aufzeichnung eines einzelnen Informationsbits in holografischen Speichern wird über das gesamte Aufnahmevolumen verteilt, was eine natürliche Redundanz erzeugt und die Fehlerempfindlichkeit dieses Speichertyps deutlich senkt. Denn aus jedem Teilbereich eines Hologrammes kann die gesamte, gespeicherte Information rekonstruieren kann.

## Entwicklung
Die Erfindung des Lasers ebnete den Weg für die Entwicklung von holografischen Speichern. Anfang der 1960er-Jahre präsentierte Pieter J. van Heerden von Polaroid die Idee, Daten dreidimensional als Hologramm in einem lichtempfindlichen Material abzuspeichern. Lawrence K. Anderson setze diese Idee 1968 in den AT&T Bell Laboratories erstmals um. Zahlreiche weitere Versuche in den 1960er- und 1970er-Jahren folgten, scheiterten aber an den verfügbaren technologischen Möglichkeiten. Ein von DARPA Mitte der 1990er-Jahre geformtes Konsortium US-amerikanischer Universitäten und Unternehmen trieb die Entwicklungen voran und entwickelte Prototypen, die es aber nicht in die kommerzielle Verwertung schafften.

Holographic Versatile Card vom japanischen Unternehmen Optware

Zur gleichen Zeit begann ein Team in den Bell Laboratories an der Entwicklung eines holografischen Datenspeichers. AT&T lagert die Bell Labs 1996 in die Firma Lucent Technologies aus, die im Jahr 2000 für die Kommerzialisierung des holografischen Datenspeichers InPhase Technologies gründete und die Entwicklung einer Holographic Versatile Disc ankündigte. Diese Disk für ein Tapestry Drive hatte 2008 ein 300 GB Wechselmedium und sollte in den folgenden Generationen 800 GB und 80 MB/s Transferrate bzw. 1,6 TB und 120 MB/s Transferrate erreichen, kam aber nie auf den Markt und das Unternehmen InPhase Technologies ging 2011 aufgrund von Missmanagement in Konkurs. Das Entwicklungsteam von InPhase Technologies hat 2010 den damaligen technische Stand in einem Fachbuch ausführlich dokumentiert. InPhase Technologies wurde 2012 von Akonia Holographics mit dem Ziel übernommen, die Speichertechnologie weiterzuentwickeln. Später verlagerte sich Akonia auf die Entwicklung von Bildschirmen für AR-Brillen und wurde 2018 von Apple übernommen.
Die beiden deutschen Physiker Steffen Noehte und sein Diplomand Matthias Gerspach entdeckten 1998 an der Universität Mannheim durch Zufall, dass sich handelsübliches Klebeband zum Einbrennen von Strukturen mit Lasern und somit auch als Datenspeicher nutzen lässt. In einem Kooperationsvertrag zwischen dem Heidelberger European Media Laboratory und dem Hamburger Tesa-Hersteller Beiersdorf AG wurde die Weiterentwicklung der sogenannten „T-ROM“ (auch Tesa-ROM genannt) vereinbart.  Das dazu 2001 gegründete Unternehmen Tesa Scribos GmbH verlagert sich später allerdings auf den Vertrieb von Miniatur-Hologramme zum Markenschutz.
In den 2000er-Jahren stiegen auch Unternehmen in Japan und Korea wieder verstärkt in die Entwicklung holografischer Speicher ein. Viele Komponenten für holografische Speicher haben von den Entwicklungen in der Verbraucherelektronik und Unterhaltungsindustrie profitiert. Das gilt nicht für das Aufzeichnungsmedium, wo solche Anwendungen bis heute fehlen.
2009 wurde berichtet, dass der Forschungszweig des amerikanischen Mischkonzerns General Electric einen holografischen Speicher mit einer Kapazität von bis zu 500 Gigabyte entwickelt hat.
Microsoft arbeitet seit 2020 an der Umsetzung von holografischen Speichern mit Kristallen für seinen Cloud-Computing-Geschäftsbereich Azure.

## Anwendung
Mögliche erste Anwendung für kommerzielle holografische Speicher werden vor allem im Archivwesen gesehen. Aber auch Anwendungen für Endverbraucher sind denkbar. Eine Spezialanwendung wäre der Einsatz in Satelliten, wo die Unempfindlichkeit gegenüber radioaktiver Strahlung und die generell geringe Empfindlichkeit aufgrund der redundanten Datenspeicherung Vorteile gegenüber herkömmlichen Massenspeichern hätte.